# Бесписьменные языки
Беспи́сьменные языки́ — языки, не имеющие письменности.
Все языки мира на раннем этапе своего существования (в виде праязыка) были бесписьменными. По мере развития цивилизаций различными видами письменности (буквенной, слоговой, иероглифической) была охвачена большая часть планеты. Так называемые мировые языки (английский, французский, испанский, арабский, русский и др.) широко распространились в мире не в последнюю очередь благодаря наличию хорошо стандартизованной письменной системы литературного языка. Вместе с тем, многие автохтонные языки, в первую очередь языки малочисленных коренных народов, сохраняющих традиционный общинный уклад жизни, продолжают оставаться бесписьменными или же малописьменными. Иногда бесписьменным языком могут называть диалект, имеющий спорный статус.

## История и терминология
В XX веке, с появлением СМИ и детальным развитием самых разнообразных направлений научного языкознания, были сделаны попытки создания письменности практически для всех бесписьменных языков мира. Появились так называемые младописьменные языки. Появление термина связано в том числе с языковым строительством в СССР, когда около 50 ранее бесписьменных народов стали младописьменными, но имеют относительно небольшую по продолжительности письменную традицию. Создание письменности не гарантирует продолжение письменных традиций в силу ряда исторических и экономических факторов (конкуренция другого языка, ассимиляция, двуязычие и т. д.), поэтому многие младописьменные языки остаются малописьменными. Процесс создания письменности для ряда народов продолжается до сих пор. Так, в 2008 году ученые Института языка, литературы и искусства Дагестанского научного центра РАН издали словарь бесписьменного ахвахского языка, входящего в аваро-андо-цезскую группу дагестанских языков. В целом по Дагестану около 22 малых языков остаются бесписьменными.
Фактически младописьменными, из-за разного рода культурно-политических установок, заново становятся языки, перешедшие с одного алфавита на другой, особенно когда данный переход совершается несколько раз (турецкий, узбекский, азербайджанский, молдавский, ранее румынский и др.)

## Характеристика и примеры
Письменные языки, ориентирующися на определённые записанные в прошлом нормы, всегда более консервативны в своём развитии, чем бесписьменные. Типичным примером тому могут служить восточно-романские языки в сравнении с западно-романскими. Носители балканской латыни (валахи) уже в V веке утратили связь с классической латинской письменностью в результате Великого переселения народов. Письменность в валашских землях заново возникла в X веке, причём официальным был старославянский язык с кириллической графикой. Румынская кириллица появилась лишь в XVI веке и использовалась до середины XIX, в Молдавии до конца XX века, в республике Приднестровье — до наших дней.
Геополитические мотивы колонизаторов сыграли важную роль в возникновении письменности на  вьетнамском языке. Французские колонизаторы, захватывавшие всё большие территории в Индокитае в конце XIX — начале XX веков, стремились ослабить сильное влияние Китая в этом регионе путём вытеснения письменного китайского языка, которым традиционно пользовались вьетнамцы. Для этого автохтонный вьетнамский язык было предложено записывать латинской графикой. Вскоре китайская иероглифическая письменность вышла из употребления во Вьетнаме.